# RCW 46
RCW 46 è una nebulosa a emissione visibile nella costellazione australe della Carena.
Si osserva nella parte settentrionale della costellazione, al confine con le Vele; è situata sul bordo occidentale della brillante regione dell'Arco della Carena, sul Braccio del Sagittario e appare piuttosto debole, fuori dalla portata di un binocolo, mentre può essere fotografata attraverso un telescopio. La sua declinazione è fortemente australe e ciò comporta che dalle regioni boreali la sua osservazione sia possibile solo a partire dalle regioni temperate più meridionali; dall'emisfero australe invece è osservabile per quasi tutte le notti dell'anno e risulta persino circumpolare dalle latitudini temperate. Il periodo migliore per la sua osservazione nel cielo serale va da febbraio a giugno.
RCW 46 è una regione H II dall'aspetto diffuso e di debole luminosità; secondo alcuni studi la fonte della sua ionizzazione sarebbe la stella blu CP -56 2853 assieme ad altre tre stelle di classe B, poste alla distanza di circa 1880±210 parsec. Al suo interno vi si troverebbero alcune stelle di recente formazione, come sarebbe indicato dalla presenza della sorgente di radiazione infrarossa IRAS 10060-5713 e della piccola nebulosa a riflessione Bran 288; uno studio del 2003 ha inoltre individuato in questa regione un giovane ammasso di sorgenti infrarosse, catalogato come [DBS2003] 42, che sarebbe una prova del fatto che al suo interno sarebbero stati attivi recenti fenomeni di formazione stellare. Altre stime invece la associano alla nube [GCB88] 3, assieme a RCW 45 e RCW 47. Secondo altri studiosi la distanza della nube sarebbe maggiore di quella indicata fino ad allora, attorno ai 3200 parsec, collocandola così nella stessa regione in cui giace la nube molecolare gigante [GCB88] 3, delle dimensioni di circa 100 parsec e con una massa che si aggira attorno alle 2.250.000 M⊙; secondo questo studio, anche la vicina RCW 45 sarebbe parte di questa regione galattica.
Uno studio del 2000 invece ridiscute completamente la distanza di queste due nebulose: secondo gli autori, esse sarebbero situate entrambe a una distanza di almeno 6500 parsec e si troverebbero sul bordo orientale di una grande struttura a superbolla aperta (un chimney galattico) nota come GSH 277+0+36, il cui bordo occidentale è marcato dalla nube RCW 42; questa grande struttura si estende per oltre 1000 parsec a nord e a sud del piano galattico, possiede una larghezza di oltre 600 parsec e giace in una regione inter-braccio, ossia nello spazio compreso fra il Braccio del Sagittario, dove si sarebbe originata, e la parte terminale del Braccio di Perseo. Si ritiene che GSH 277+0+36 si sia formata a seguito dell'esplosione di più supernovae e successivamente, a causa della sua espansione, si sarebbe resa responsabile dell'innesco di fenomeni di formazione stellare nelle regioni limitrofe, fra le quali la stessa RCW 45. A breve distanza vi sarebbe anche una seconda struttura a chimney, denominata GSH 280+0+59, di dimensioni più modeste (circa 200 parsec di diametro) e nella norma rispetto alle altre strutture analoghe.